# Стрийська світа

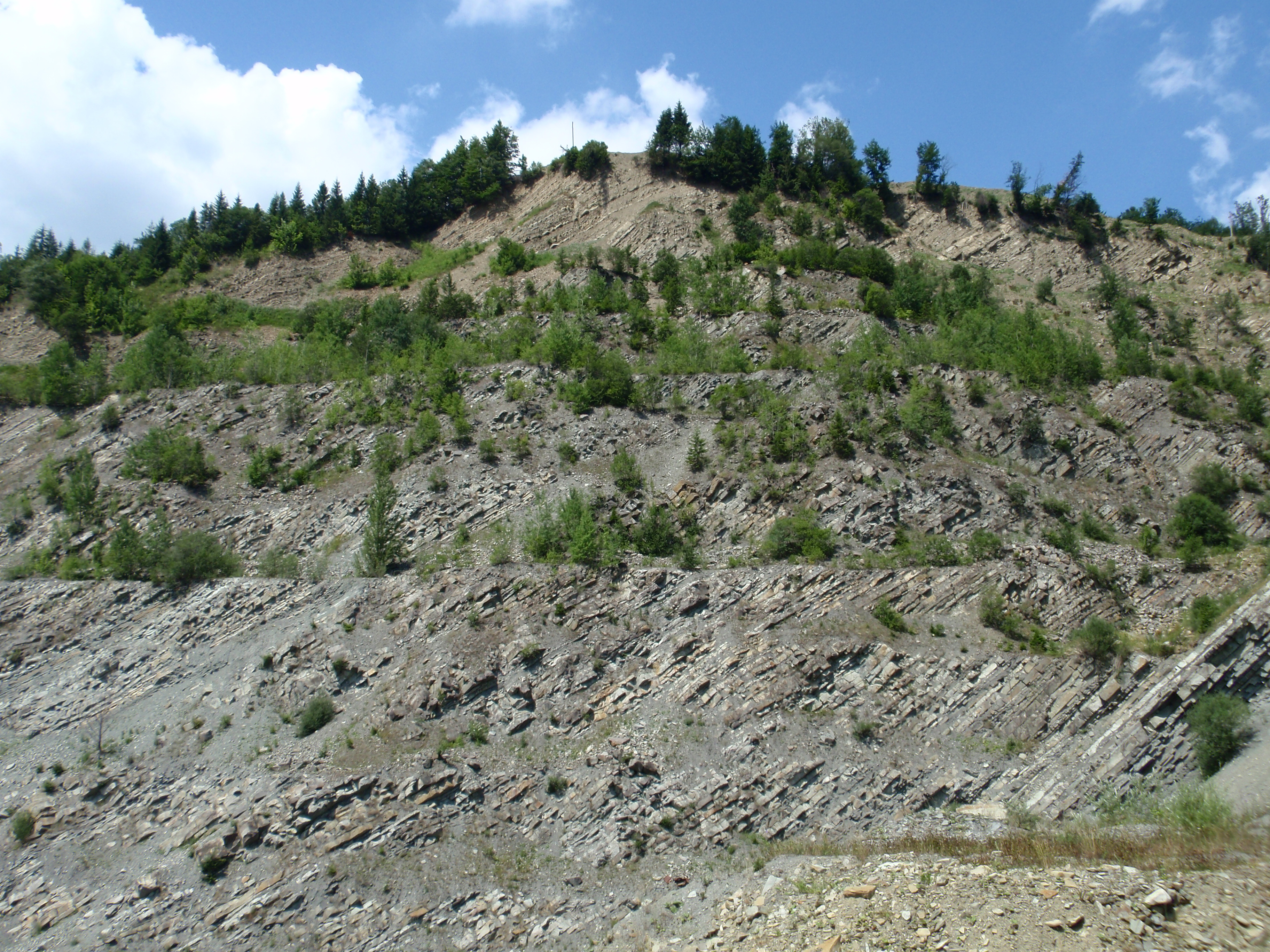
Відслонення флішевих порід верхньострийської підсвіти в північно-західній стінці Святославського щебеневого кар'єру, Сколівський район, Львівська область, Україна

Стри́йська сві́та — літостратиграфічний підрозділ верхньокрейдово-палеогенових відкладів складчастих Карпат.

## Назва
Від назви річки Стрий, де знаходяться численні і найбільш повні відслонення порід світи.

## Поширення
Внутрішня зона Передкарпатського прогину, Скибова зона Карпат.

## Літолого-стратиграфічна характеристика
За літологічними ознаками стрийська світа поділяється на три підсвіти (знизу вгору):
- нижньострийська підсвіта, складена товщею трикомпонентного (пісковики-алевроліти-аргіліти) сереньо- і грубошаруватого флішу сантон-кампанського віку
- середньострийська підсвіта, складена товщею середньошаруватого флішу маастрихтського віку
- верхньострийська підсвіта, представлена товщею тонко- і середньошаруватого флішу данського віку

Загальна потужність світи становить близько 700-1200 м.

## Фауністичні і флористичні рештки
- Пелециподи